# Historia gentis Langobardorum
Historia gentis Langobardorum (Langobardernes historie) er en ikke færdiggjort samling af seks bøger omhandlende langobardernes historie, skrevet af Paulus Diaconus i slutningen af det 8. århundrede.
Historiebøgerne er skrevet på et tidspunkt mellem 787 og 796, muligvis ved Monte Cassino. Tidsrummet der er beskrevet strækker sig fra 568 til kong Liutprands død i 747. Historien er skrevet ud fra en patriotisk langobarders synsvinkel og er specielt værdiful i dens beskrivelse af forholdet mellem langobarderne og frankerne, men indeholder ligeledes meget information om det byzantinske rige og langobarderne og frankerne generelt.
Som kilder brugte Paulus Diaconus
Origo gentis Langobardorum, Liber Pontificalis og den nu mistede historiebog skrevet af Secundus af Trent samt de ligeledes ikke bevarede krøniker af Benevento; derudover har Paulus gjort brug af Beda, Gregor af Tours samt Isidor af Sevilla.

## Udgaver
Der er bevaret omkring en hundred eksisterende manuskripter af Paulus historie. Historien blev flittigt brugt af efterfølgende historieskrivere og blev ofte forsøgt forsat. I 1514 blev det for første gang trykt af en bogtrykker i Paris. Blandt de Latinske udgaver er den bedste lavet af Ludwig Konrad Bethmann og Georg Waitz i Monumenta Germaniae Historica. Scriptores rerum langobardicarum et Italicarum (Hannover, 1878).

## Oversættelser
Den latinske original er blevet oversat til engelsk, tysk, fransk og italiensk, Den tyske oversættelse af O Abel and R Jacobi (Leipzig, 1878) og den engelske af WD Foulke (Philadelphia, 1906).
Til italiensk har den blevet oversat en række gange:
- L. Domenichi, Paulo Diacono della Chiesa d'Aquileia della Origine e Fatti dé Re Longobardi, Venice (1548)[1]
- A. Viviani, Dell' origine e de' fatti de' Longobardi, 2 vols., Udine (1826‑28)
- G. S. Uberti, De' fatti de' Longobardi, Cividale (1899) reprinted in the Biblioteca Popolare Sonzogno, Milan (1915)
- M. Felisatti, Storia dei Longobardi, Milan (1967)
- F. Roncoroni, Storia dei Longobardi, Milan (1971)
- E. Bartolini, Historia Langobardorum, med Latin tekst, og oversættelse af A. Giacomini, Udine (nd)
- A. Zanella, Storia dei Longobardi, Milan (1991)
- L. Capo (ed.), Storia dei Longobardi, Milan (1992).

## Historia gentis Langobardorum
Historia gentis Langobardorum begynder således:
 1. Septemtrionalis plaga quanto magis ab aestu solis remota est et nivali frigore gelida, tanto salubrior corporibus hominum et propagandis est gentibus coaptata; sicut econtra omnis meridiana regio, quo solis est fervori vicinior, eo semper morbis habundat et educandis minus est apta mortalibus.
Områderne mod nord, i proportion til deres afstand fra solens hede og hvor afkølede de er af sne og frost, er så meget des mere sunde for menneskets krop og opretholdelse af nationer, præcis som, på den anden side, alle sydlige områder, des nærmere de er på solens hede des mere de oversvømmes af sygdom og des mindre brugbare de er til at opretholde den menneskelige race